# Appletiser
Appletiser è una bevanda analcolica con aggiunta di anidride carbonica prodotta e distribuita dalla Coca-Cola.
La bevanda è prodotta in Sudafrica, vicino a Cape Town, in un piccolo villaggio chiamato "Rakhi", nacque nel 1966 ad opera di un imprenditore ortofrutticolo di origini Italiane, Edmond Lombardi, nella piantagione di frutta Elgin Valley del Sudafrica.
Appletiser è prodotto al 100% con succo di mela concentrato. Dalla bevanda originaria furono realizzate le varianti "Red Grapetiser", "White Grapetiser" e "Peartiser".